# Football Club Midtjylland
Il Football Club Midtjylland, meglio noto come Midtjylland o FCM, è una società calcistica danese con sede nella città di Herning. Milita nella Superligaen, la massima serie del campionato danese di calcio, e gioca le partite casalinghe nell'MCH Arena, che può contenere 11.809 spettatori.
Il club è nato il 1º luglio 1999 dalla fusione tra l'Ikast FS e l'Herning Fremad. Nella sua storia ha vinto 4 edizioni del campionato danese e due Coppa di Danimarca.

## Storia
Il club venne fondato il 1º luglio 1999 dalla fusione dell'Ikast FS e dell'Herning Fremad, divenendo così il principale club della regione centro-occidentale dello Jutland. La fusione venne concordata dai due presidenti, per l'Ikast FS Johnny Rune, un falegname e proprietario di un'azienda privata nel settore del legname, e per l'Herning Fremad Steen Hessel, un rivenditore autorizzato Mercedes Benz, dopo un lungo periodo di trattative e presentata il 7 aprile 1999 in una conferenza stampa. Con l'obiettivo di avere una più solida posizione nel calcio danese, i due presidenti vollero unire le forze dei due club, partecipanti alla 1. Division, seconda divisione nazionale, e aventi storie differenti: l'Ikast FS venne fondato nel 1935 e negli anni settanta e ottanta partecipò alla massima serie nazionale per 17 volte, arrivò per tre volte in finale di Coppa di Danimarca e partecipò per due volte alla Coppa UEFA e per una alla Coppa delle Coppe; l'Herning Fremad venne fondato nel 1918, partecipò per un paio di volte alla massima serie nazionale.
Nel 2000 il neocostituito FC Midtjylland vinse il campionato di 1. Division, vincendo 24 partite su 30 e distanziando di 14 punti la seconda classificata, venendo così promosso nella Superligaen. Sin dalla prima partecipazione alla Superligaen, il Midtjylland si attestò nelle posizioni di vertice, conquistando nella prima stagione un quarto posto e la qualificazione ai preliminari della Coppa UEFA. Per due stagioni consecutive, 2006-2007 e 2007-2008, concluse al secondo posto il campionato danese e in quattro occasioni raggiunse la finale della Coppa di Danimarca, senza riuscire a vincerla. Il 4 aprile 2011 il Midtjylland ha siglato un accordo di collaborazione col Dempo SC, club indiano già vincitore della I-League, massima serie del campionato indiano. Il club indiano investì nel FC Midtjylland, acquisendo una quota del 34% della società.
Nella stagione 2014-2015 il club conquistò il suo primo titolo nazionale, distanziando di quattro punti l'FC Copenaghen. Grazie a questo successo, il club partecipò per la prima volta ai turni preliminari della UEFA Champions League: dopo aver superato nel secondo turno i gibilterrini del Lincoln Red Imps, venne eliminato nel terzo turno dai ciprioti dell'APOEL per la regola dei gol fuori casa. Ammesso al play-off della UEFA Europa League, eliminò gli inglesi del Southampton (1-1 in trasferta e vittoria per 1-0 in casa), accedendo per la prima volta alla fase a gironi di una competizione UEFA. Nella fase a gironi venne sorteggiato nel gruppo D assieme al Napoli, al Club Bruges e al Legia Varsavia: concluse al secondo posto con sette punti conquistati, centrando così la qualificazione alla fase a eliminazione diretta. Nei sedicesimi di finale i danesi affrontarono gli inglesi del Manchester Utd: nonostante la vittoria per 2-1 in casa, venne sconfitto nel ritorno a Manchester per 5-1, venendo così eliminato dal torneo.
Il Midtjylland tornò a vincere il campionato nella stagione 2017-2018, avendo concluso al primo posto il girone finale con quattro punti di vantaggio sul Brøndby. Grazie a questo successo, il club prese parte al secondo turno preliminare della UEFA Champions League 2018-2019, venendo subito eliminato dai kazaki dell'Astana (2-1 in Kazakistan e 0-0 in Danimarca). In UEFA Europa League, dopo aver eliminato i gallesi del The New Saints nel terzo turno preliminare, i danesi vennero sconfitti dagli svedesi del Malmö FF nei play-off, perdendo per 2-0 in casa dopo aver pareggiato per 2-2 la partita di andata in trasferta. Nella stagione 2020-2021 si qualifica per la prima volta nella propria storia alla fase a gironi della UEFA Champions League dopo aver eliminato rispettivamente il Ludogorec al secondo turno, lo Young Boys al terzo turno e lo Slavia Praga agli spareggi. In quell'edizione guadagna 2 punti da due pareggi, contro Atalanta e Liverpool e quattro sconfitte. Termina il girone all'ultimo posto. Alexander Scholz è il migliore marcatore della squadra nella fase finale di UEFA Champions League, con 2 reti.

## Società

### Settore giovanile
L'FC Midtjylland ha una reputazione di trovare e sviluppare talenti promettenti.
Nel luglio 2004, l'FC Midtjylland è stato il primo club danese ad avere una propria scuola calcio chiamata Akademi. L'accademia attira giocatori provenienti da tutta la Danimarca. Il club ha anche una partnership con il club nigeriano Ebedei e il club indiano Dempo. Il club ha sviluppato una rete di oltre 100 club situati nella parte occidentale dello Jutland.
Nel 2008 Simon Kjær, un talento del Akademi, è stato venduto al Palermo. Nel 2010 Sune Kiilerich, un altro talento del Akademi, è stato venduto alla Sampdoria, e Winston Reid è stato venduto al West Ham United. Nel 2016 viene venduto al Celta Vigo un altro talento proveniente dall'Akademi, Pione Sisto.

## Allenatori e presidenti
Tutti gli allenatori del club:
- 1999-2002  Ove Pedersen
- 2002-2003  Troels Bech
- 2003-2004  Troels Bech (01 lug.-31 dic.)
 Erik Rasmussen (01 gen.-30 giu.)
- 2004-2008  Erik Rasmussen
- 2008-2009  Thomas Thomasberg
- 2010-2011  Allan Kuhn (01 lug.-15 apr.)
 Glen Riddersholm (16 apr.-30 giu.)
- 2011-2015  Glen Riddersholm
- 2015-2018  Jess Thorup
- 2018-2019  Jess Thorup (01 lug.-09 ott.)
 Kenneth Andersen (10 ott.-30 giu.)
- 2019-2020  Kenneth Andersen (01 lug.-18 ago.)
 Brian Priske (19 ago.-30 giu.)
- 2020-  Brian Priske

## Palmarès

### Competizioni nazionali
- Campionato danese: 4

2014-2015, 2017-2018, 2019-2020, 2023-2024
- Coppa di Danimarca: 2

2018-2019, 2021-2022
- 1. Division: 1

1999-2000

### Competizioni giovanili
- Torneo Internazionale Città di Gradisca - Trofeo Nereo Rocco: 1

2015
- Torneo Internazionale Under-19 Bellinzona: 1

2015

### Altri piazzamenti
- Campionato danese:

Secondo posto: 2006-2007, 2007-2008, 2018-2019, 2020-2021, 2021-2022, 2024-2025
Terzo posto: 2001-2002, 2004-2005, 2011-2012, 2013-2014, 2015-2016
- Coppa di Danimarca:

Finalista: 2003, 2005, 2009-2010, 2010-2011
Semifinalista: 2020-2021
- Coppa di Lega danese:

Secondo posto: 2005
- Royal League:

Semifinalista: 2005-2006

## Statistiche e record

### Partecipazione ai campionati e ai tornei internazionali

#### Campionati nazionali
Dalla nascita alla stagione 2024-2025 il club ha ottenuto le seguenti partecipazioni ai campionati nazionali:
| Livello | Categoria   | Partecipazioni | Debutto   | Ultima stagione | Totale |
| ------- | ----------- | -------------- | --------- | --------------- | ------ |
| 1º      | Superligaen | 26             | 2000-2001 | 2024-2025       | 25     |
| 2º      | 1. Division | 1              | 1999-2000 | 1999-2000       | 1      |

#### Tornei internazionali
La squadra danese si è qualificata per la prima volta alla fase a gruppi della Champions League nell'edizione 2020-2021, finendo al quarto posto con due punti dietro a Liverpool, Atalanta e Ajax. In Europa League ha invece raggiunto i sedicesimi nell'edizione 2015-2016: dopo aver eliminato anche il Southampton nei playoff termina secondo nel girone alle spalle del Napoli, prima di venir qui sconfitto dal Manchester Utd.
Alla stagione 2024-2025 il club ha ottenuto le seguenti partecipazioni ai tornei internazionali:
| Categoria                                | Partecipazioni | Debutto   | Ultima stagione |
| ---------------------------------------- | -------------- | --------- | --------------- |
| Coppa dei Campioni/UEFA Champions League | 3              | 2015-2016 | 2020-2021       |
| Coppa UEFA/UEFA Europa League            | 15             | 2001-2002 | 2024-2025       |
| UEFA Conference League                   | 2              | 2021-2022 | 2023-2024       |

### Statistiche individuali
Il giocatore con più presenze nelle competizioni europee è Jakob Poulsen a quota 33, mentre il miglior marcatore sono Paul Onuachu e Pione Sisto con 8 gol.

### Statistiche di squadra
A livello internazionale la miglior vittoria è per 6-1, ottenuta in due occasioni: contro il Derry City nel primo turno preliminare della UEFA Europa League 2017-2018 e contro il Bangor nel primo turno preliminare della Coppa UEFA 2008-2009, mentre la peggior sconfitta è il 5-0 subito contro il Napoli nella fase a gruppi della UEFA Europa League 2015-2016.

## Organico

### Rosa 2025-2026
Aggiornata al 4 agosto 2025.
| N. |                          | Ruolo | Calciatore          |
| -- | ------------------------ | ----- | ------------------- |
| 1  | Danimarca (bandiera)     | P     | Jonas Lössl         |
| 3  | Corea del Sud (bandiera) | D     | Lee Han-beom        |
| 4  | Senegal (bandiera)       | D     | Ousmane Diao        |
| 7  | Guinea-Bissau (bandiera) | A     | Franculino          |
| 9  | Polonia (bandiera)       | A     | Adam Buksa          |
| 10 | Corea del Sud (bandiera) | A     | Cho Gue-sung        |
| 11 | Cile (bandiera)          | A     | Darío Osorio        |
| 13 | Rep. Ceca (bandiera)     | D     | Adam Gabriel        |
| 14 | Zambia (bandiera)        | A     | Edward Chilufya     |
| 16 | Islanda (bandiera)       | P     | Elías Rafn Ólafsson |
| 19 | Colombia (bandiera)      | C     | Pedro Bravo         |
| 20 | Danimarca (bandiera)     | A     | Valdemar Andreasen  |

| N. |                       | Ruolo | Calciatore                    |
| -- | --------------------- | ----- | ----------------------------- |
| 21 | Ecuador (bandiera)    | C     | Denil Castillo                |
| 22 | Danimarca (bandiera)  | D     | Mads Bech Sørensen (capitano) |
| 29 | Brasile (bandiera)    | D     | Paulinho                      |
| 41 | Danimarca (bandiera)  | A     | Mikel Gogorza                 |
| 43 | Svizzera (bandiera)   | D     | Kevin Mbabu                   |
| 55 | Danimarca (bandiera)  | D     | Victor Bak Jensen             |
| 58 | Turchia (bandiera)    | A     | Aral Şimşir                   |
| 74 | Brasile (bandiera)    | A     | Júnior Brumado                |
| 80 | Portogallo (bandiera) | C     | Dani Silva                    |
| 90 | Nigeria (bandiera)    | A     | Friday Etim                   |
|    | Croazia (bandiera)    | D     | Martin Erlić                  |